# Bescot Stadium

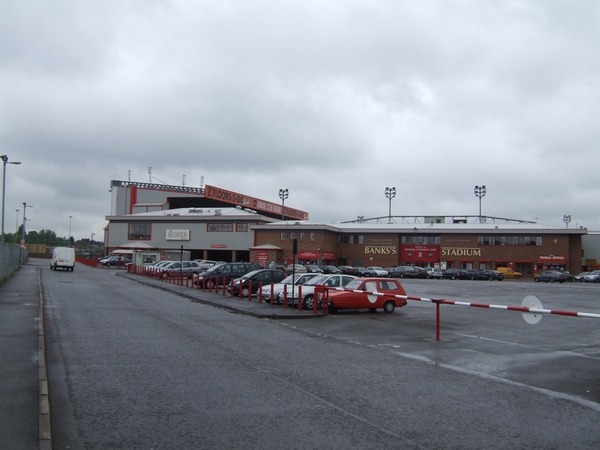
Exteriören av Bescot Stadium 2007.

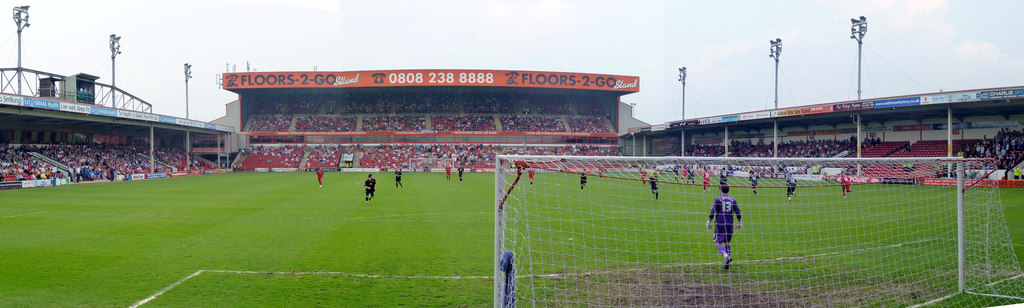
Interiören av Bescot Stadium 2011.

Bescot Stadium, även känd som Poundland Bescot Stadium av sponsorskäl, är en arena i Walsall där fotbollslaget Walsall FC och Aston Villa WFC spelar sina hemmamatcher. Arenan byggdes 1989–90 av företaget GMI Constructions till en kostnad av 4,5 miljoner pund.